# PowerPC

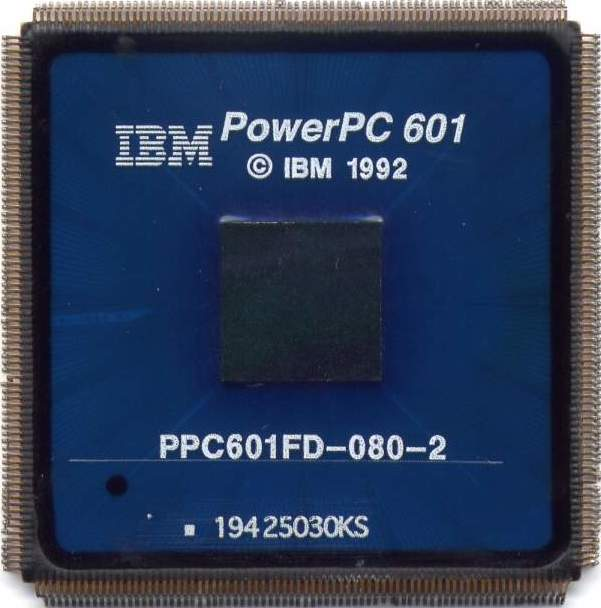
IBM PowerPC 601.

PowerPC (usualmente abreviado PPC) son los CPUs tipo RISC, desarrollados por IBM, Motorola y Apple. 
Los procesadores de esta familia producidos por IBM y Freescale Semiconductor (que era la división de semiconductores y microprocesadores de Motorola), siendo utilizados principalmente en ordenadores o computadores Macintosh de Apple Computer hasta el año 2006 y en varios modelos IBM.

## Historia
La filosofía RISC fue introducida por el científico informático John Cocke en la década de 1970. En 1980, IBM comienza el proyecto IBM 801 donde se derivaría el primer procesador RISC, el proyecto estuvo a cargo del mismo John Cocke. Este procesador RISC ofreció un rendimiento bastante malo, lo cual obligó a IBM a emprender el Proyecto América, con el cual lograr crear el primer procesador de la arquitectura Power (bajo consumo de energía pero potente procesador).
En 1991, IBM se dio cuenta del potencial de su diseño Power y buscó una alianza con Apple y Motorola para impulsar su creación; entonces surgió la alianza AIM (Apple, IBM y Motorola, actualmente Freescale) cuyo objetivo fue desbancar el dominio Microsoft e Intel que ofrecía sistemas basados en 80386 y 80486.

## Implementaciones del PowerPC
El PowerPC ha sido una de las arquitecturas más extendidas gracias a su alto rendimiento y su implementación tecnológica. Este es un pequeño listado de las implementaciones del PowerPC a lo largo de su historia.
1. 601 MPC601 50 y 66 MHz
2. 602 productos para consumidor (bus de datos y direcciones multiplexados)
3. 603 para ordenadores portátiles
4. 603e
5. 604
6. 604e
7. 620 la primera implementación de 64 bits
8. x704 BiCOMOS implementación PowerPC por Exponential Technologies
9. 750 G3 (1997) 233 MHz y 266 MHz
10. 7400 G4 (1999) 350 MHz
11. 750FX anunciado por IBM en 2001 y disponible en 2002 en 1 GHz.
12. 970 G5 (2003) implementación 64-bit derivada del IBM Power 4. Velocidades de 1,4 GHz, 1,6 GHz, 1,8 GHz, 1,9 GHz, 2,0 GHz, 2,1 GHz, 2,3 GHz, 2,5 GHz, y 2,7 GHz

- Versiones para sistemas embebidos:

1. e200
2. e300
3. e500
4. e600
5. PPC400:401, 403, 405, 440, 450, 460

### PowerPC 601
En 1993 apareció la primera generación PowerPC con el nombre clave PowerPC 601, que fue desarrollada por la alianza Apple, IBM y Motorola. En Austin, fue el lugar donde desarrollaron el procesador, y en el diseño utilizaron la interfaz de bus del Motorola 88110. El PowerPC 601 tuvo bastante éxito.
PowerPC tiene el honor de haber unido a 3 fieros competidores, Apple, IBM y Motorola, en su desarrollo y generación de demanda para competir contra el binomio Intel/Microsoft. El volumen de aplicaciones es (y era) fundamental en el éxito o fracaso de un microprocesador. Los costes de desarrollo y producción son terroríficos, y PowerPC consiguió varios nichos, sin llegar a conseguir el objetivo inicial.
Todos los Macintosh desde 1994 hasta 2006 incorporaron este micro, así como la exitosa Nintendo Wii, la consola de Microsoft Xbox 360 o un componente de la Sony PlayStation 3

### PowerPC 7447
El PowerPC 7447 es un procesador de 32 bits de un solo núcleo que fue usado extensamente por Apple en sus líneas PowerBook, iBook y Mac mini, desde finales del año 2003 hasta finales del 2005, justo antes de cambiar a procesadores Intel. Estos procesadores se usaron en velocidades de 1 GHz en el PowerBook de 12" DVI hasta 1.67 GHz en el PowerBook de 15" y 17" dual layer. Estos últimos usaron una variación llamada 7447a (sin cache L3). Apple denominó a este procesador como G4, al igual que las versiones anteriores como el 7455 (modelos con Cache L3). Lo destacable de un procesador G4 era que incluía por primera vez el set de instrucciones Altivec o Velocity Engine como lo publicitaba Apple, el cual no estaba disponible en la generación anterior de procesadores conocidos como G3. El G5 o 750 también incluía este set de instrucciones pero era de 64 bits. El G5 consumía más energía que el G4 y se calentaba considerablemente más, por lo que nunca fue utilizado en máquinas pequeñas o portátiles, y por eso coexistió con el 7447.
Las diferencias entre el 7447 y el 7455 (su predecesor) es que el primero cuenta con el doble de caché secundario o L2 ayudando a mantener al procesador bien alimentado con instrucciones y datos, y no posee cache de nivel 3 o L3.

### PowerPC 970
También se denomina PowerPC G5 al ser usado, en su primera versión, por los Power Mac G5. Es un microprocesador de 64 bits. Existe una segunda versión denominada PowerPC 970FX que mejora ligeramente el rendimiento. El último modelo del PPC970, es el PPC970MP (dual core) con 1mb de cache L2, habiendo sido cancelado el PPC970GX (versión de un solo núcleo del 970MP).
Este microprocesador es utilizado en algunos supercomputadores.

### Xenon
El Xenon es el núcleo de la consola Xbox 360 de Microsoft. Está basado en la ISA PowerPC, cuenta con tres núcleos independientes y simétricos a 3,2 GHz, con 6 hilos y con 32 KiB de caché L1.
Posee un caché L2 de 1024 KB a 1,6 GHz e implementa una derivación de las extensiones VMX, VMX128 (las mismas extensiones VMX, pero con 128 registros y capacidad de multihilo simultáneo). Proporciona una velocidad de bus a 5,4 GHz y hasta 21,6 GiB/s de ancho de banda.

### Cell Broadband Engine
En 2001, Sony, Toshiba e IBM, comenzaron a desarrollar un procesador para servidores, consolas de videojuegos y equipos portátiles. El resultado fue el Cell Broadband Engine. Su núcleo está basado en el ISA Power, cuenta con 8 coprocesadores que permiten acelerar de forma paralela las operaciones vectoriales y de multimedia.
Las primeras versiones del Cell operan a frecuencias de 4,8 GHz (cabe mencionar que la PlayStation 3 corre a 3,2 GHz y existen prototipos a 65 nm que trabajan a 6 GHz).

### IBM Broadway
Empleado como núcleo de la consola Wii de Nintendo lanzada en 2006, el procesador Broadway es un IBM PowerPC, nombre en clave "Broadway"  (IBM Broadway) con tecnología SOI CMOS de 90 nm que corre a 729 MHz.

### PowerPC NXP
El núcleo de microprocesador basado en Power ISA multiproceso NXP PowerPC de 64 bits de Freescale Semiconductor (ahora parte de NXP). El ejemplo e6500 alimentará toda la gama de procesadores QorIQ AMP Series en un chip (SoC) que comparten el esquema de nomenclatura común: " Txxxx ". Muestras duras, fabricadas en un proceso de 28 nm, disponibles a principios de 2012 con producción completa a finales de 2012.

## Plataformas compatibles con PowerPC
Este microprocesador está diseñado con base en la arquitectura POWER de IBM con algunos componentes tomados del microprocesador Motorola 68000 para darle compatibilidad con arquitectura de los ordenadores de Apple.
En ella pueden ser ejecutados, al menos, los sistemas operativos:
- AIX
- AmigaOS 4
- MorphOS
- BeOS (Versiones Antiguas. Descontinuado)
- FreeBSD
- Linux
- Mac OS (Versiones Antiguas. Descontinuado)
- Mac OS X (Desde 10.1 hasta 10.5.x)[1]
- NetBSD
- OpenBSD
- QNX
- VxWorks
- Windows NT 3.51

### Distribuciones GNU/Linux
Las siguientes son algunas de las distribuciones GNU/Linux que soportan PowerPC:
- Debian
- CentOS hasta la versión 4 Beta, todavía no ha salido una versión estable para PowerPC.
- CRUX
- Debian GNU/Linux
- Red Hat Enterprise Linux
- Fedora desde Fedora 8.
- Gentoo
- mkLinux, todas sus versiones
- openSUSE
- Slackintosh, distribución basada en Slackware, última versión 12.1.
- Ubuntu y Kubuntu están disponibles de manera oficial para esta arquitectura hasta la versión 6.10 , y de forma no oficial de la 7.04 en adelante.
- Yellow Dog Linux (última actualización en 2012)

### Situación actual
El 6 de junio de 2005, Steve Jobs confirmó el rumor que venía comentándose en aquellos días; Apple se cambiaba a Intel. La excusa de Jobs fue que los procesadores PowerPC padecen serios problemas de temperatura, etcétera. Para el asombro de todos los presentes a la WWDC 2005, Steve Jobs destacó que Mac OS X tuvo una "Doble vida secreta" ya que el mismo había sido compilado tanto para x86 como para PowerPC desde su primera versión.
Pero esto no significa que la arquitectura PowerPC se vaya a quedar en el olvido, ya que el propósito de IBM es seguir produciéndolos a pesar de no contar ya con su mayor cliente, Apple[cita requerida]. Las videoconsolas más importantes del momento, Microsoft Xbox 360, Sony PS3 y Nintendo Wii, iban equipadas con un procesador de arquitectura PowerPC, aunque diferían en cuanto a potencia y composición. Además, muchos supercomputadores están basados en microprocesadores PPC como las dos primeras máquinas de España: Magerit y MareNostrum.
La arquitectura PowerPC, además, mantiene un amplio uso en sistemas SoC (System On Chip) y sistemas embebidos en general, como por ejemplo los Mars Rovers de la misión Mars Exploration Rover de la NASA. Freescale y AMCC son los principales fabricantes de este tipo de CPUs. Algunas CPUs de sistemas embebidos también se han utilizado (o se están ultilizando) en placas bases de ordenadores de bajo consumo (por ejemplo EFIKA 5K2, Sam440ep, AmigaOne X5000).

### Ordenadores con CPU PowerPC
| Fabricante                                | Modelo                                                                          | Año                                                                                           | CPU                                                                                              |
| ----------------------------------------- | ------------------------------------------------------------------------------- | --------------------------------------------------------------------------------------------- | ------------------------------------------------------------------------------------------------ |
| Apple Inc.                                | Macintosh: - PowerMac - iMac - eMac - Mac Mini - Xserve - PowerBook - iBook     | 1994-2006 - 1994-2006 - 1998-2006 - 2002-2006 - 2005-2006 - 2002-2006 - 1995-2006 - 1999-2006 | 601, 603, 604, G3, G4 y G5 - 601 a G5 - G3, G4 y G5 - G4 - G4 - G4 y G5 - 603, G3 y G4 - G3 y G4 |
| IBM                                       | * RS/6000/pSeries/System p - IntelliStation POWER 185 - BladeCenter JS20 y JS21 | 1994-2009                                                                                     | 601 a G5                                                                                         |
| Power Computing y otros                   | PowerWave, PowerTower y otros Mac clónicos                                      | 1995-1997                                                                                     | 601, 603/e y 604/e                                                                               |
| Be Incorporated                           | BeBox                                                                           | 1995-1997                                                                                     | 603/603e                                                                                         |
| Amiga Inc. y Eyetech                      | AmigaOne                                                                        | 2002-2004                                                                                     | G3 y G4                                                                                          |
| Genesi                                    | - Pegasos - EFIKA 5K2                                                           | - 2002-2006 - 2006-2007                                                                       | - G3 y G4 - MPC5200B (e300)                                                                      |
| ACube Systems Srl                         | - Sam440ep - Sam460ex/cr/AmigaOne 500                                           | - 2007-2016 - 2010-2016                                                                       | - AMCC 440ep - AMCC 460ex                                                                        |
| TerraSoft (ahora Fixstars) y MAI Fixstars | - Teron y briQ - YDL PowerStation                                               | - 2001-2004 - 2008-2009                                                                       | - G3 y G4 - G5 (970MP)                                                                           |
| A-EON                                     | - AmigaOne X1000 - AmigaOne X5000/20                                            | - 2012-2015 - 2016-                                                                           | - P.A. Semi PA6T - FreescaleP5020                                                                |